# Бостынь
Бостынь (бел. Бастынь) — агрогородок на юго-западе Беларуси. Населённый пункт находится в Лунинецком районе Брестской области. Является административным центром Бостынского сельсовета. Население — 997 человек (2019).

## География
Бостынь находится в 16 км к северо-западу от города Лунинец. Местность принадлежит к бассейну Днепра, вокруг села имеется сеть мелиоративных каналов со стоком в реку Цна (сама река протекает в 3 км к востоку от села). Через Бостынь проходит ж/д линия Лунинец — Барановичи (в селе имеется ж/д станция) и автодорога Лунинец — Ганцевичи.

## Геральдика
Герб учрежден Указом Президента Республики Беларусь от 2 декабря 2008 года № 659 и зарегистрирован в Государственном геральдическом регистре Республики Беларусь 23 января 2009 года № Б-145.

## История
Впервые упомянута в XV веке. Деревня входила в состав Пинского повета Берестейского воеводства Великого княжества Литовского. После второго раздела Речи Посполитой (1793) Бостынь в составе Российской империи, принадлежала Пинскому уезду Минской губернии.
В 1750 году арендатор деревни Бостынь помещик Иосиф Щит построил здесь на свои средства храм в честь святой Параскевы.
Согласно Рижскому мирному договору (1921) деревня вошла в состав межвоенной Польши, принадлежала Лунинецкому повяту Полесского воеводства. С 1939 года — в БССР.
В 1962 году Свято-Параскевинский храм был полностью уничтожен, в 2001—2003 году построена новая церковь св. Параскевы

## Культура
- Дом культуры
- Военно-патриотический музей «Память» ГУО «Бостынская средняя школа»

## Достопримечательности
- Православный храм Св. Параскевы. Построен из дерева в начале XXI века рядом с местом исторического храма, разрушенного в 1962 году.
- Склеп-усыпальница Фелиции Двораковской из рода Скаковских[8] на кладбище на ул. Восточная, 2К (1833 год) —  Историко-культурная ценность Республики Беларусь, шифр 113Г000455
- Протестантский храм. Построен в 1990-е годы
- Братская могила советских воинов и партизан, ул. Октябрьская, 5а (инв. № 133/С-16908)[9] —  Историко-культурная ценность Республики Беларусь, шифр 113Д000454. Похоронены 66 бойцов, погибших в 44 году при освобождении деревни. В 1957 году установлен памятник в виде скульптуры солдата.
- Могила жертв фашизма. Находится к востоку от деревни, у ж/д переезда. Похоронены 51 житель села, расстрелянных гитлеровцами в 1942 году.

Склеп-усыпальница и братская могила включены в Государственный список историко-культурных ценностей Республики Беларусь.

#### Памятник, скульптура
- Памятник В. И. Ленину
- Памятник-самолёт Як-52

#### Утраченное наследие
- Церковь Святой Параскевы Пятницы, построена в 1750 г., утрачена в 1980-х гг.
- Усадьба Друцких-Любецких XVIII века, утрачена в 1939 г.

## Галерея

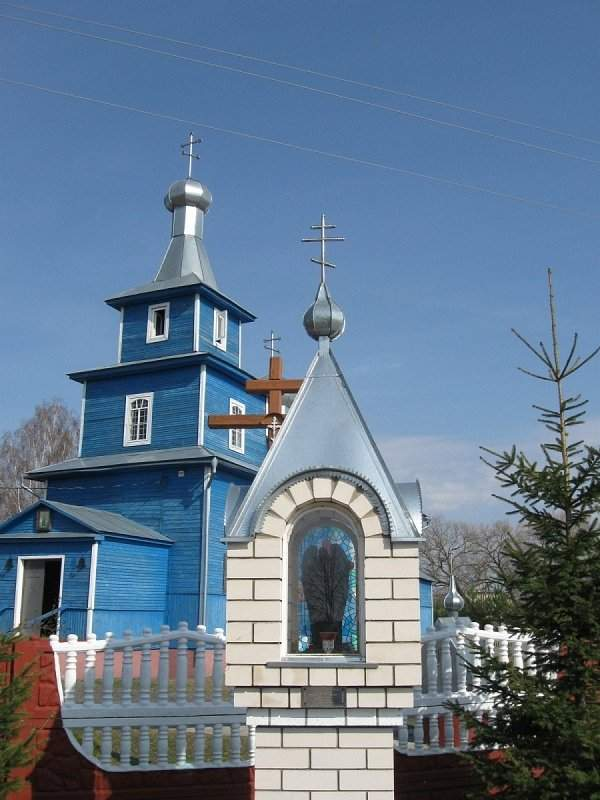
Храм Св. Параскевы
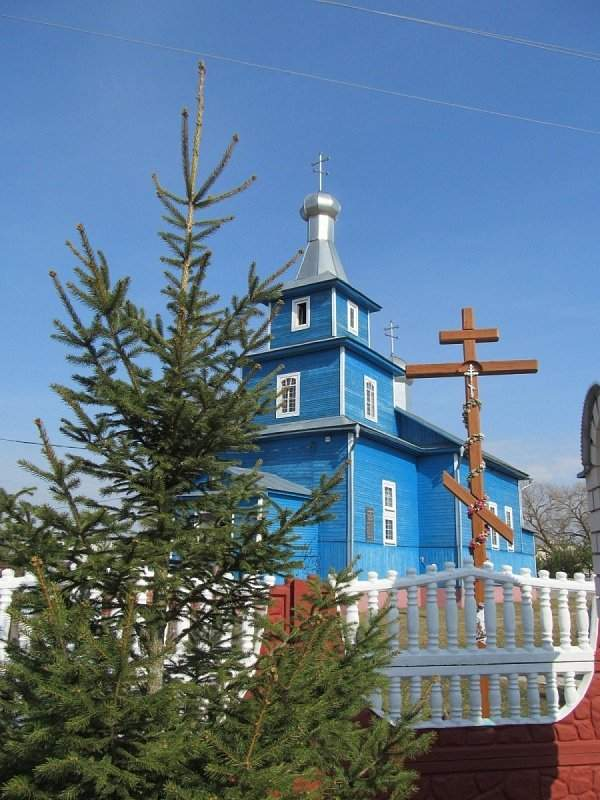
Храм Св. Параскевы
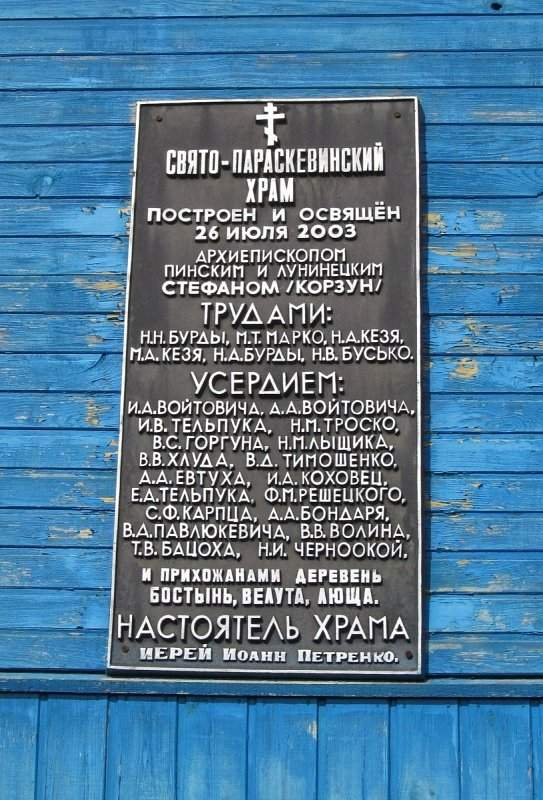
Храм Св. Параскевы
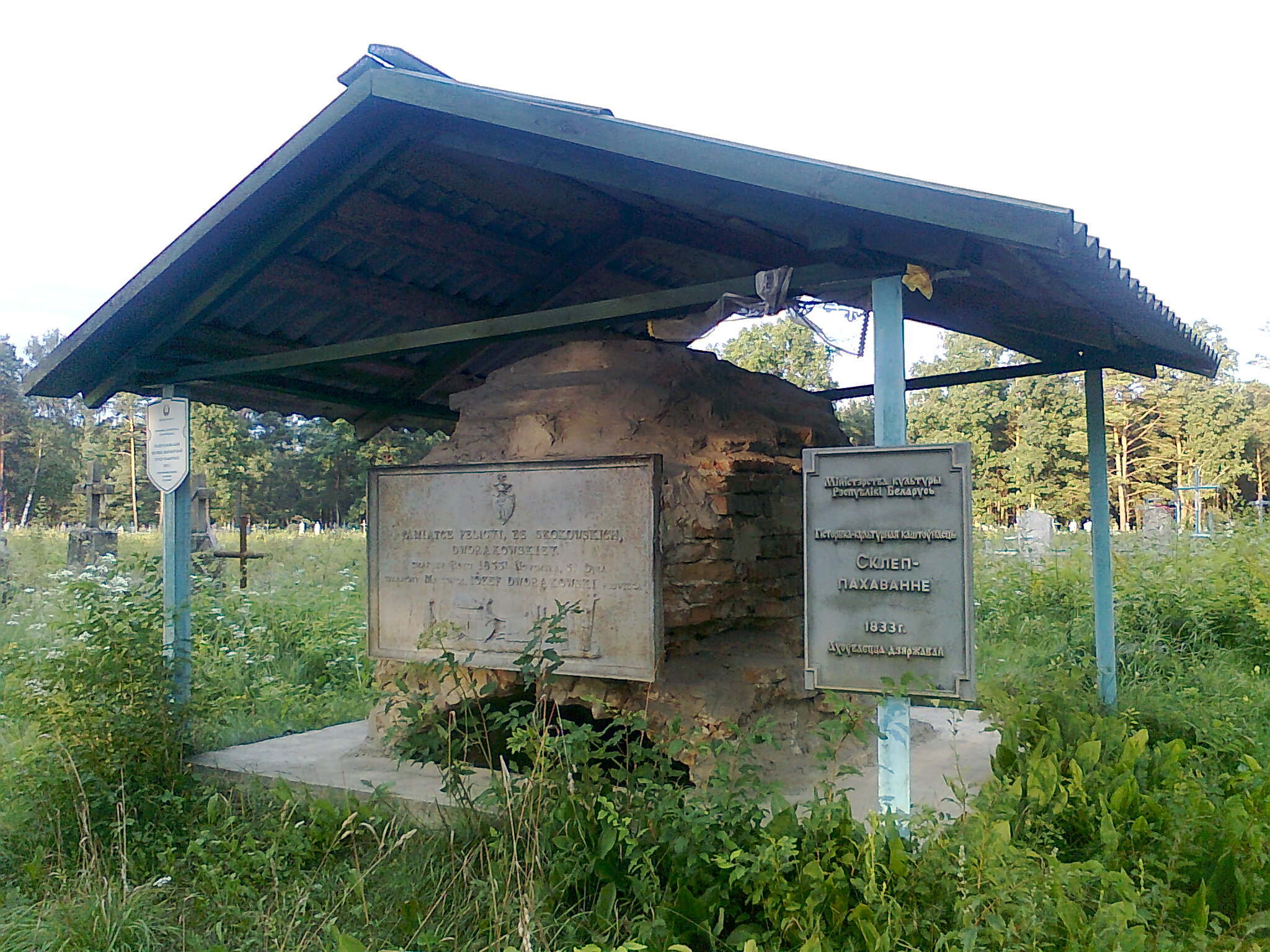
Склеп-усыпальница Фелиции Двораковской

## Известные уроженцы
- Бушило, Иван Васильевич — крестьянин, скрывавшийся в лесу от милиции с 1947 по 1989 годы.
- Костюков, Геннадий Андреевич — мэр города Краматорска Донецкой области Украины (2006—2014).
- Качанович, Николай Павлович — контр-адмирал, заместитель командующего Балтийским флотом по вооружению и эксплуатации вооружения (с января 1992 по сентябрь 2001 гг.)[11].
- Дырман Иван Васильевич — генерал-майор, заместитель Министра обороны по вооружению — начальник вооружения Вооруженных Сил Республики Беларусь (с февраля 2004 по апрель 2012 гг.)[12].